# Cappella
A Cappella nevű eurodance duó 1987-ben alakult, melyet Gianfranco Bortolotti producer hozta létre. A duó pályafutása 1993-1994-ben érte el a csúcsot az akkor tagokkal Kelly Overett énekesnővel, és Rodney Bishop rapperrel. Az 1994-ben megjelent U Got 2 Know című albumukról számos dal került slágerlistára, a legsikeresebb ezek közül az U Got 2 Let The Music című dal volt, ami 1993-ban 2. helyezett volt az Egyesült Királyság listáján.

## Története
A Cappella 1987-ben alakult Gianfranco Bortolotti által, aki a Media Records menedzsere, illetve Stefano Lanzini, Diego Leoni és Pieradis Rossini producerek, akik nagymértékben elősegítették a csapat elindulását, és részt vettek a későbbi munkálatokban is. A debütáló kislemez a Bauhaus című dal volt, mely 1988-ban jelent meg, majd a következő évben a Helyom Halib című dal volt, mely az angol kislemezlista 11. helyéig jutott. Az akkori énekes Ettori Foresti volt.
1992-ben megjelent a Take Me Away című kislemez, mely Loletta Holloway Love Sensation című dalának samplereit tartalmazta. A dalt korábban a Black Box is felhasználta Ride On Time című dalában 1989-ben.
1993-ban az U Got 2 Know című dal megjelenése után jogi vita támadt, mivel a dal eredetije a Siouxsie An The Banshees nevű csapat Happy House című dala, melynek hangmintáit használták fel a Cappella féle változatban. A dal 6. helyezett volt az angol kislemezlistán. A csapatba ezután érkezett a londoni Rodney Bishop és a korábban az SL2 nevű formációban táncoló Kelly Overett is, akik az együttest a U Got 2 Let The Music című dalukkal tették ismertté. A dal alapjait az Alphaville Sounds Like A Melody című dalának hangmintái alapján rakták össze. A dal 1993 októberében jelent meg, és egyből a 2. helyen végzett az angol kislemezlistán. A dalból az évek során számos remix készült, az U Got 2 Know című dalból is, legutóbb 2013-ban Tomcraft készített belőle remixet.
A további kislemezek a Move On Baby 1994 februárjában érte el a 7. slágerlistás helyezést, az U & Me június 10-én, a Move It Up című dal pedig 16. helyezett volt az angol kislemezlistán. Ezzel az U Got 2 Know albumproject véget is ért. Kelly Overett távozott a duóból, miután kiderült, hogy nem ő énekelt, de ez nyilvánvaló volt mindenki számára, aki látta a Top On The Pops című műsort, melyben előadták a Move On Baby című dalt, valamint az M6 francia tv csatorna Dance Machine című 1994-es koncertet, melyben szintén élőben "énekel"
Az U Got 2 Know című dalt az amerikai Xaviera Gold You Used To Hold Me című dalának refrénjéből rakták össze. Az U Got 2 Let The Music című dal JM Silk Let The Music Take Control című dalának refrénjéből származik. Az U & Me című dal alapjait egy Vicki Speard dalból nyerték. A Move On Baby és a Don’t Be Proud című dalokat egy Jackie Rawe nevű énekesnő dalaiből vették. Érdekes módon Kelly Overett később saját szólókarrierbe kezdett Kelly O néven, és megjelent Follow Your Heart című dala, bár eredeti hangja közel sem hasonlít az évekig a Cappella nevű duóban hitt énekesi tevékenységével.
1995-ben Cappella új énekesnőt váltott Alison Jordan személyében, majd Rodney Bishopot Patrick Osborne váltotta. A Tell Me The Way című dal az angol kislemezlista 17. helyéig jutott, melyet a War In Heaven című album követett, melyen Mauro Picotto is közreműködött.

## Diszkográfia

### Albumok
| Helyom Halib                       | - Megjelent: 1989 - Label: Media Records | — | —  | —  | —  | —  | — | —  | —  | —  |                          |
| U Got 2 Know                       | - Megjelent: 1994 - Label: Mercury       | 8 | 1  | 10 | —  | 11 | 9 | 12 | 1  | 10 | - SWI: Arany - UK: Arany |
| War In Heaven                      | - Megjelent: 1996 - Label: Media Records | — | 12 | —  | 66 | 64 | — | —  | 25 | —  |                          |
| Cappella                           | - Megjelent: 1998 - Label: Cutting Edge  | — | —  | —  | —  | —  | — | —  | —  | —  |                          |
| Best Of Cappella                   | - Megjelent: 2005 - Label: ZYX Music     | — | —  | —  | —  | 77 | — | —  | —  | —  |                          |
| "—" nem volt slágerlistás helyezés |                                          |   |    |    |    |    |   |    |    |    |                          |

### Kislemezek
| Év                                 | Dal                                          | Legjobb slágerlistás helyezés | Legjobb slágerlistás helyezés | Legjobb slágerlistás helyezés | Legjobb slágerlistás helyezés | Legjobb slágerlistás helyezés | Legjobb slágerlistás helyezés | Legjobb slágerlistás helyezés | Legjobb slágerlistás helyezés | Legjobb slágerlistás helyezés | Legjobb slágerlistás helyezés | Díjak, jelölések                        | Album         |
| Év                                 | Dal                                          | ITA                           | AUT                           | BEL                           | FIN                           | GER                           | IRE                           | NED                           | SWE                           | SWI                           | UK                            | Díjak, jelölések                        | Album         |
| ---------------------------------- | -------------------------------------------- | ----------------------------- | ----------------------------- | ----------------------------- | ----------------------------- | ----------------------------- | ----------------------------- | ----------------------------- | ----------------------------- | ----------------------------- | ----------------------------- | --------------------------------------- | ------------- |
| 1988                               | "Bauhaus"                                    | —                             | —                             | —                             | —                             | —                             | —                             | —                             | —                             | —                             | 60                            |                                         | Helyom Halib  |
| 1989                               | "Helyom Halib"                               | —                             | —                             | —                             | —                             | —                             | 29                            | —                             | —                             | —                             | 11                            |                                         | Helyom Halib  |
| 1989                               | "House Energy Revenge"                       | —                             | —                             | —                             | —                             | —                             | —                             | —                             | —                             | —                             | 73                            |                                         | Helyom Halib  |
| 1990                               | "Get Out Of My Case"                         | —                             | —                             | —                             | —                             | —                             | —                             | —                             | —                             | —                             | —                             |                                         | Helyom Halib  |
| 1990                               | "Everybody Listen To It"                     | —                             | —                             | —                             | —                             | —                             | —                             | —                             | —                             | —                             | —                             |                                         | Nem album dal |
| 1991                               | "Everybody"                                  | —                             | —                             | —                             | —                             | —                             | —                             | —                             | —                             | —                             | 66                            |                                         | U Got 2 Know  |
| 1992                               | "Take Me Away" (featuring Loleatta Holloway) | —                             | —                             | —                             | —                             | —                             | 12                            | —                             | —                             | —                             | 25                            |                                         | Nem album dal |
| 1993                               | "U Got 2 Know"                               | —                             | —                             | 30                            | —                             | 21                            | 7                             | 26                            | —                             | 29                            | 6                             |                                         | U Got 2 Know  |
| 1993                               | "U Got 2 Know" (Revisited)                   | —                             | —                             | —                             | —                             | —                             | —                             | —                             | —                             | —                             | 43                            |                                         | U Got 2 Know  |
| 1993                               | "U Got 2 Let The Music"                      | 8                             | 1                             | 6                             | 1                             | 3                             | 6                             | 9                             | 14                            | 1                             | 2                             | - AUT: Arany - GER: Platina - UK: Ezüst | U Got 2 Know  |
| 1994                               | "Move On Baby"                               | 3                             | 3                             | 7                             | 1                             | 4                             | 9                             | 1                             | 9                             | 1                             | 7                             | - GER: Arany                            | U Got 2 Know  |
| 1994                               | "U & Me"                                     | 5                             | 15                            | 14                            | 1                             | 14                            | 25                            | 4                             | 15                            | 13                            | 10                            |                                         | U Got 2 Know  |
| 1994                               | "Move It Up"                                 | 8                             | —                             | 17                            | 6                             | 33                            | 26                            | 8                             | —                             | 19                            | 16                            |                                         | U Got 2 Know  |
| 1995                               | "Don’t Be Proud"                             | —                             | —                             | 27                            | —                             | —                             | —                             | 26                            | —                             | —                             | —                             |                                         | U Got 2 Know  |
| 1995                               | "Tell Me The Way"                            | 6                             | —                             | 27                            | 15                            | —                             | 29                            | 24                            | —                             | 35                            | 17                            |                                         | War In Heaven |
| 1996                               | "I Need Your Love"                           | 20                            | 34                            | —                             | 6                             | —                             | —                             | 30                            | —                             | —                             | —                             |                                         | War In Heaven |
| 1996                               | "Turn It Up and Down"                        | —                             | —                             | —                             | 7                             | —                             | —                             | —                             | 54                            | —                             | —                             |                                         | War In Heaven |
| 1997                               | "Do You Run Away Now"                        | —                             | —                             | —                             | 10                            | —                             | —                             | —                             | —                             | —                             | —                             |                                         | War In Heaven |
| 1997                               | "Be My Baby"                                 | —                             | —                             | —                             | 11                            | —                             | —                             | —                             | —                             | —                             | 53                            |                                         | Cappella      |
| 1997                               | "U Tore My World Apart"                      | —                             | —                             | —                             | —                             | —                             | —                             | —                             | —                             | —                             | —                             |                                         | Cappella      |
| 1998                               | "Throwin’ Away"                              | —                             | —                             | —                             | —                             | —                             | —                             | —                             | —                             | —                             | —                             |                                         | Cappella      |
| 1998                               | "U R The Power Of Love"                      | —                             | —                             | —                             | —                             | —                             | —                             | —                             | —                             | —                             | —                             |                                         | Nem album dal |
| 2002                               | "U Got 2 Know 2002"                          | —                             | —                             | —                             | —                             | —                             | —                             | —                             | —                             | —                             | 97                            |                                         | Nem album dal |
| 2004                               | "Angel"                                      | —                             | —                             | —                             | —                             | —                             | —                             | —                             | —                             | —                             | —                             |                                         | Nem album dal |
| "—" nem volt slágerlistás helyezés |                                              |                               |                               |                               |                               |                               |                               |                               |                               |                               |                               |                                         |               |